# Alseis awoongaensis
Alseis awoongaensis är en insektsart som beskrevs av Stevens 1991. Alseis awoongaensis ingår i släktet Alseis och familjen dvärgstritar. Inga underarter finns listade i Catalogue of Life.